# FIFA év játékosa 1999
A díjat egyértelmű fölénnyel nyerte a brazil Rivaldo.

## Végeredmény
| #  | Játékos           | Pont | Csapat(ok)        |
| -- | ----------------- | ---- | ----------------- |
| 1  | Rivaldo           | 543  | FC Barcelona      |
| 2  | David Beckham     | 194  | Manchester United |
| 3  | Gabriel Batistuta | 79   | Fiorentina        |
| 4  | Zinédine Zidane   | 68   | Juventus          |
| 5  | Christian Vieri   | 39   | Internazionale    |
| 6  | Luís Figo         | 35   | FC Barcelona      |
| 7  | Andrij Sevcsenko  | 34   | AC Milan          |
| 8  | Raúl              | 31   | Real Madrid       |
| 9  | Andy Cole         | 24   | Manchester United |
| 10 | Dwight Yorke      | 19   | Manchester United |